# 危地马拉全国革命联盟
危地马拉全国革命联盟，简称危全革联—玉米（URNG–MAIZ），是危地马拉的一个左翼政党。1982年2月7日，危地马拉内战中4个左翼武装反对派团体（穷人游击军、反叛武装力量、武装人民革命组织和危地马拉劳动党全国指导核心）为协调行动，组建名为“危地马拉全国革命联盟”的政治军事联盟。1987年，危地马拉劳动党加入该联盟。1996年12月29日，危地马拉全国革命联盟与危地马拉政府签订停火协议，正式结束了长达36年的危地马拉内战。1998年12月18日，危地马拉全国革命联盟获得合法政党地位；原联盟内的各党也相继解散，完全融入已改组为政党的危地马拉全国革命联盟。